# Hypomyces lactifluorum
Espèce
Hypomyces lactifluorum est une espèce de champignons parasites de certaines variétés de russules et de lactaires. Son nom vernaculaire est dermatose des russules. Le champignon ainsi parasité est très déformé et couvert d'un croûte orange vif à rouge qui ressemble à une maladie (dermatose). Il a une odeur de crabe ou de homard.
C'est une espèce exclusivement Nord-Américaine, fréquente à l'orée de la forêt mixte, ou dans les bois clairs, habituellement dans les sols sablonneux. Il colonise le plus souvent les russules du sous-genre compactae (notamment Russula brevipes, la russule à pied court), plus rarement les lactaires de genre piperatus, et exceptionnellement d'autres familles.
Russula brevipes est considérée comme médiocre comestible, mais une fois parasitée par Hypomyces lactifluorum, devient une espèce délicieuse et très recherchée, notamment des restaurateurs qui, en plus de son goût agréable, tirent parti de sa couleur rehaussant l'aspect de leurs plats. Des spécimens de 300 à 500 grammes ne sont pas rares.

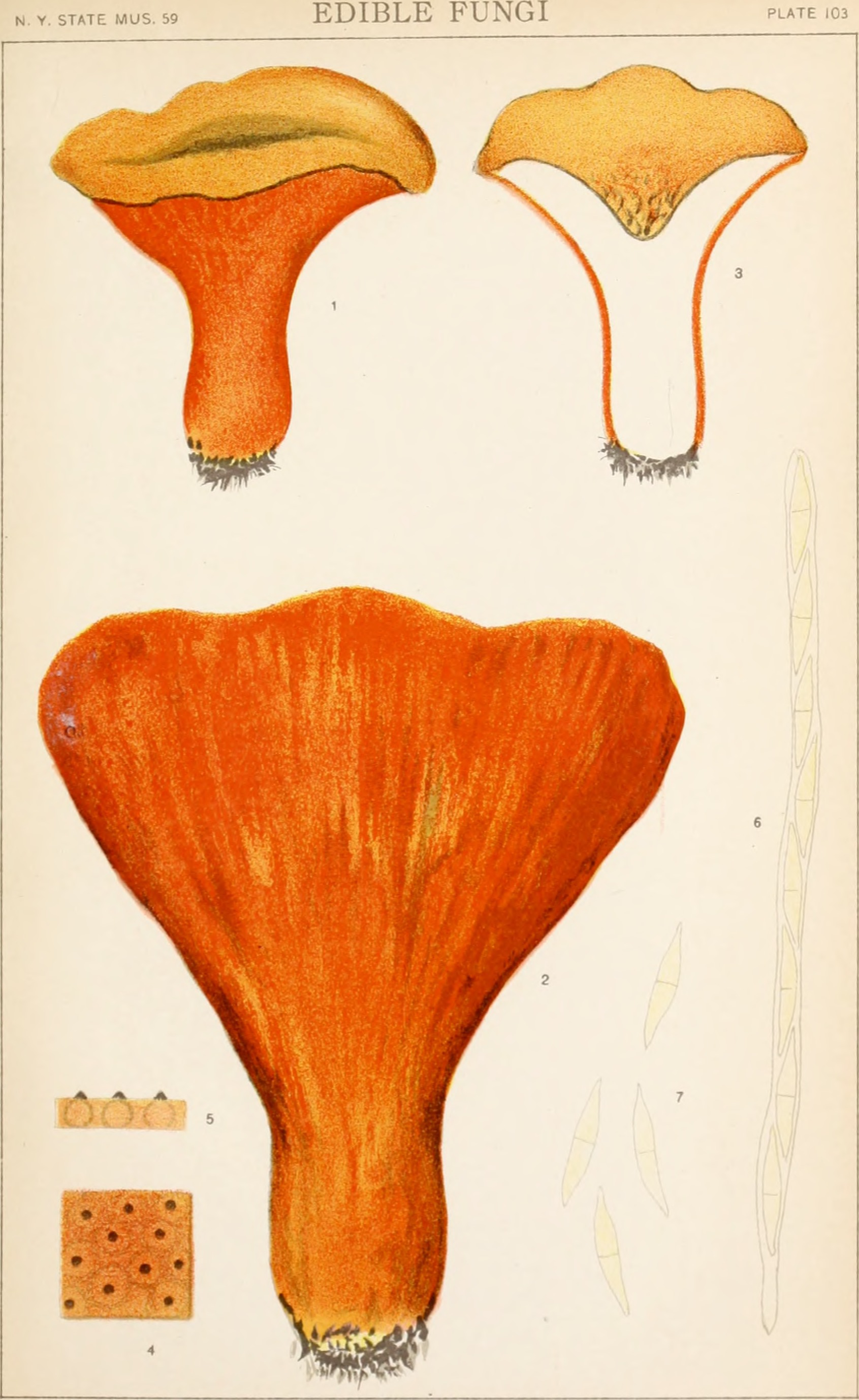
Planche mycologique de 1905
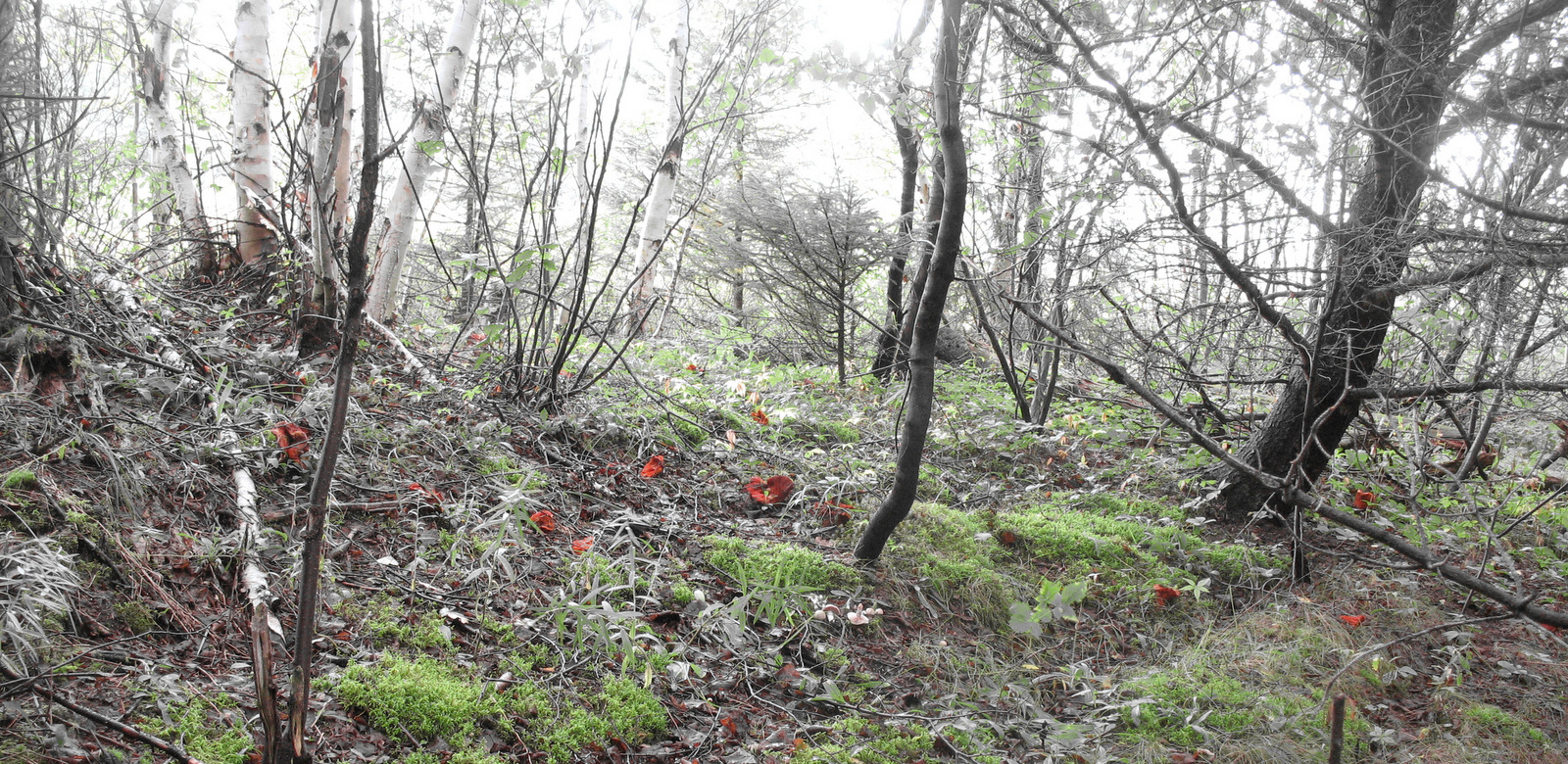
Habitat
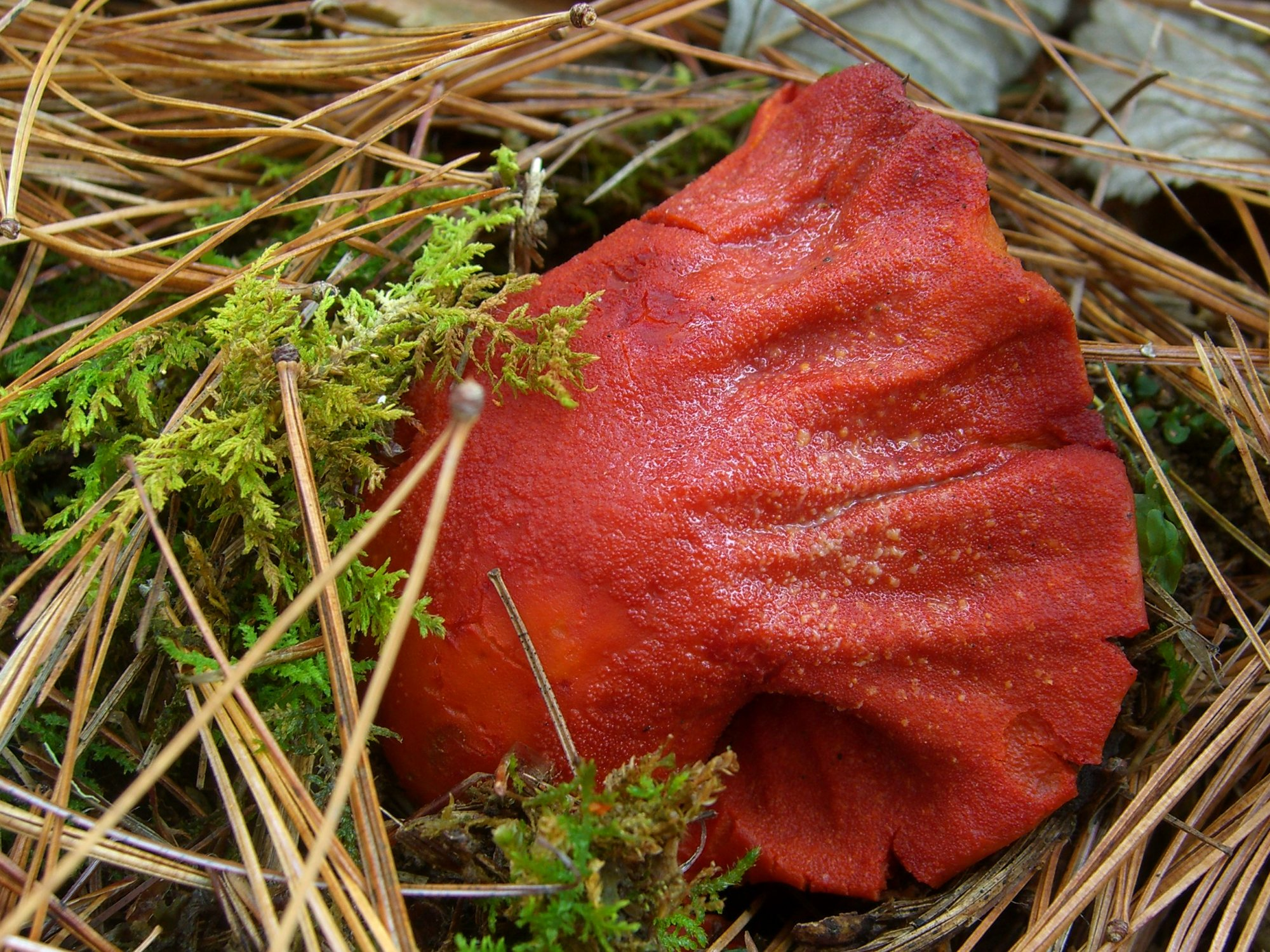
Aspect d'un champignon parasité
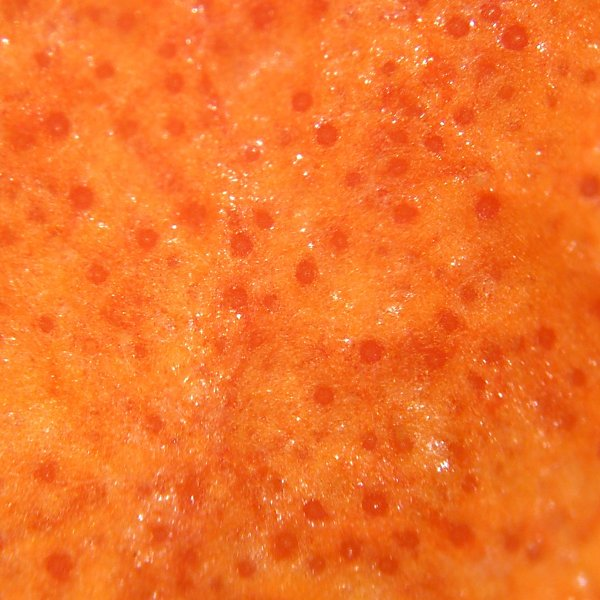
Détail
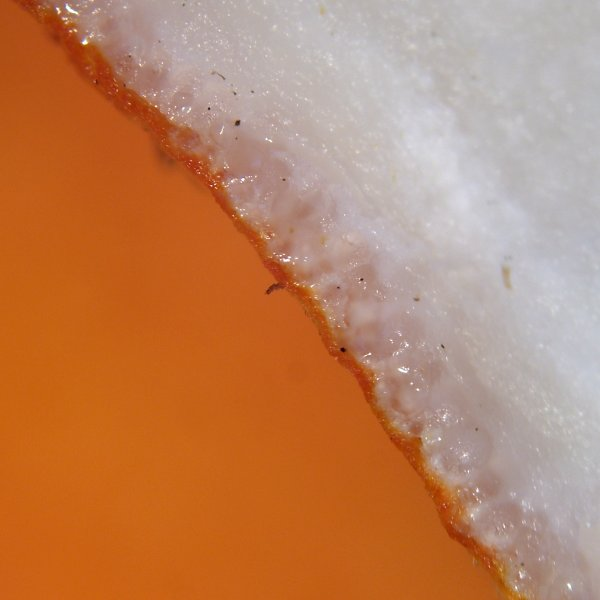
Vue en coupe
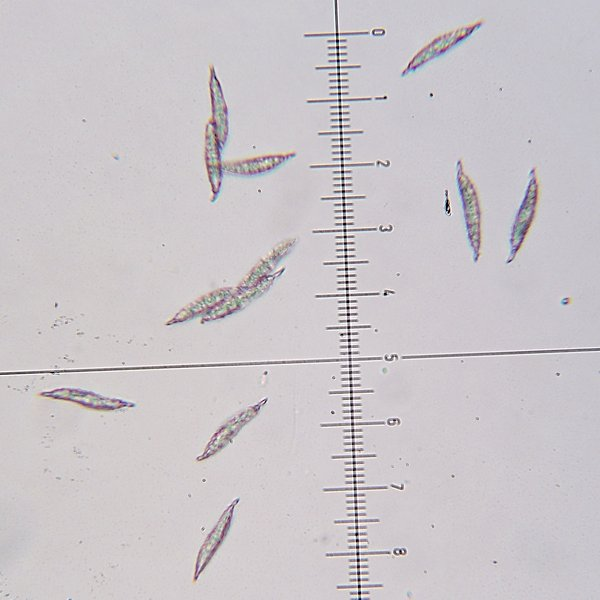
Spores